# Pink (cantante)
Pink (reso graficamente come P!nk), pseudonimo di Alecia Beth Moore (Doylestown, 8 settembre 1979), è una cantautrice e attrice statunitense.
Nel corso della sua carriera ha ottenuto un grande successo, vendendo oltre 100 milioni tra album e singoli in tutto il mondo e affermandosi come una delle voci più grintose e potenti del panorama musicale mondiale degli anni 2000. Ha ricevuto numerosi riconoscimenti, tra cui 7 MTV Video Music Awards, 2 MTV Europe Music Awards, 3 Grammy Awards e un Daytime Emmy Award. Secondo Billboard, Pink si è classificata tredicesima nella lista degli artisti del decennio 2000 e n. 1 per le canzoni pop di quel decennio. Nel 2009 Billboard la nomina Artista Pop del Decennio e nel 2013 come Donna dell'anno. Nel 2017 le viene assegnato il Michael Jackson Video Vanguard Award agli MTV Video Music Awards 2017. Nel 2019, oltre ad ottenere la propria stella sulla Hollywood Walk of Fame, Pink è la prima artista non britannica alla quale viene conferito l'Outstanding Contribution to Music Award ai BRIT Award.
La cantante ha ottenuto sei debutti (tra cui due in prima posizione) nella top ten della classifica dei singoli americana Billboard Hot 100 e due dei suoi album hanno raggiunto la cima della classifica negli Stati Uniti, Europa, Giappone e Australia.

## Biografia
Pink è figlia di James e Judy Moore; le sue origini sono irlandesi, lituane ed ebraiche per parte di madre, e tedesche per parte di padre..
Suo padre suonava la chitarra e cantava canzoni per la piccola Alecia, che aspirava fin da piccola a diventare una rock star. Dopo il divorzio dei genitori avvenuto quando Alecia aveva solo 7 anni, la ragazzina cominciò a sperimentare droghe alla giovane età di 13 anni. Il consumo di stupefacenti continuò fino al giorno del ringraziamento del 1995.
Durante le superiori Pink creò la sua prima band ufficiale, "Middleground", ma non ebbe mai successo. La Pink adolescente si dà molto da fare per raggiungere il suo sogno, canta gospel in una chiesa frequentata solo da fedeli afroamericani, entra a far parte -unica donna- di una punk band "Basic Instinct", collabora come corista nel gruppo rap Scratch N'Smoove (Scratch, più tardi nei Roots, è rintracciabile anche in "Missundaztood" suo secondo album) e si esibisce col suo skateboard al Club Fever di Philadelphia i venerdì sera. Fin quando proprio lì un talent scout la nota, offrendole la possibilità di volare ad Atlanta ed entrare nel trio R&B chiamato Choice. L'esecutivo della casa discografica di La Face, L.A. Reid, dopo un'esibizione di Choice rimane molto colpito da Alecia e le offre di incidere come solista. L'artista accetta l'offerta e comincia la sua carriera come solista con il nome di Pink.
Nel suo curriculum, Pink annovera anche lavori da cameriera presso Pizza Hut, McDonald's, Wendy's e in una stazione di servizio. La musica che ascolta è quella di Janis Joplin, Jimi Hendrix, Billy Joel, Guns N'Roses, Green Day e 2Pac. Tiene un diario -abitudine abbandonata quando una ragazza della sua scuola glielo ruba e ne attacca le pagine su un armadietto- affidando alla poesia il compito di capire cosa accade dentro di lei: "Ero a pezzi, mi sentivo perduta e infelice". È in questo periodo che Alecia Moore si guadagna il soprannome P!nk, dapprima per la sua carnagione rosea, poi per il colorito che assume ogni volta che s'imbarazza e, infine, per l'arrivo di Mr. Pink, nel film Le Iene di Quentin Tarantino. I suoi capelli subiscono, nel frattempo, numerosi trattamenti di colore: striati, blu, castani, biondi e rosa, scelta che risulta divertente proprio per via del nomignolo "Pink", scelto dal padre anche per via di numerosi disegni che la cantante si divertiva a creare da piccola raffiguranti pony rosa.

### 1999-2002:Can't Take Me HomeeMissundaztood
Pink iniziò la sua carriera come artista R&B. Il suo album di debutto fu Can't Take Me Home pubblicato il 4 aprile 2000. Un sostanziale successo la portò ad avere nelle top 10, due singoli: There You Go che divenne disco d'oro, e Most Girls. Il terzo singolo dell'album, You Make Me Sick, viene pubblicato alla fine del 2000 e diviene una hit all'inizio del 2001, grazie anche al fatto di essere stato impiegato nel film Save the Last Dance. Pink si guadagna così una nomination agli MTV Video Music Award come Miglior Artista Esordiente. Nella primavera del 2001, Pink partecipò insieme alle rapper Lil' Kim e Missy Elliott, alla cantante R&B Mya, e alla cantante pop Christina Aguilera al remake della hit del 1975 Lady Marmalade di Patti LaBelle.
La traccia fu prodotta dai produttori hip-hop Rockwilder e Missy Elliott ed introdotta nella colonna sonora del film Moulin Rouge!. Il video musicale della canzone fu girato avendo come soggetti le quattro cantanti vestite solo con biancheria intima e trucco pesante, ritratto delle ballerine del Moulin Rouge del ventesimo secolo. MTV proclama quel pezzo Video dell'Anno e Miglior Video-Clip tratto da un film. Con questa sua collaborazione Pink ottiene il suo primo Grammy Award.
Stanca di essere venduta come un prodotto del marketing musicale, Pink cominciò a scrivere canzoni più serie, prendendo una nuova direzione di sonorità nel suo secondo album. Chiese aiuto a Linda Perry, e insieme scrissero la maggior parte delle canzoni dell'album Missundaztood, pubblicato il 20 novembre 2001. Il primo singolo estratto fu Get the Party Started, scritto e prodotto da Linda Perry, classificatosi nella top 5 negli Stati Uniti ed entrato nella top ten dei European hot 100. Agli MTV Video Music Awards 2002 con il video del brano vince nelle categorie Best Female Video e Best Dance Video. Gli altri singoli dell'album, Don't Let Me Get Me, Just like a Pill e Family Portrait, ebbero notevole successo alle radio e nelle classifiche. Just like a Pill, prodotto da Dallas Austin, fece guadagnare a Pink il suo primo posto nelle classifiche in Regno Unito nel settembre 2002. Missundaztood fu il secondo album più venduto nel Regno Unito nel 2002, e Pink fu l'artista femminile che globalmente vendette più dischi. Il successo dell'album fruttò più di 5 milioni di copie vendute solo negli Stati Uniti e oltre 13 milioni di copie in tutto il mondo.

### 2003-2005:Try This
Il terzo album di Pink, Try This, fu pubblicato l'11 novembre 2003. Otto delle tredici tracce furono scritte con Tim Armstrong del gruppo punk Rancid. Try This si posizionò entro la Top 10 degli album negli Stati Uniti d'America, dove vende un totale di 4.9 milioni di copie, Canada, Regno Unito e Australia nel 2003. Tuttavia i tre singoli estratti Trouble, God Is a DJ e Last to Know non ebbero molto successo nel suo paese natale, anche se il singolo Trouble fece guadagnare a Pink il suo secondo Grammy Award nel 2004 nella categoria Best Female Rock Vocal Performance. Per l'America venne pubblicato un altro singolo promozionale al posto di Last To Know, che è stato pubblicato solo in Europa, cioè Catch Me While I' m Sleeping. Anche nel Regno Unito venne pubblicato un singolo promozionale, cioè Humble Neighborhoods. Comunque l'album ebbe successo in Europa, specialmente in Gran Bretagna, e in Australia. Pink fece un esteso tour attraverso l'Europa, ma non furono previste tappe per un tour americano. Ottenne un discreto successo anche il singolo Feel Good Time che è stato inserito nell'album successivamente, ed usato come colonna sonora del film di Charlie's Angels - Più che mai del 2003. Successivamente il 22 gennaio 2004 viene pubblicato il video e il singolo God Is a DJ. Infine nel maggio dello stesso anno pubblica il suo ultimo singolo Last to Know.

### 2006-2007:I'm Not Dead

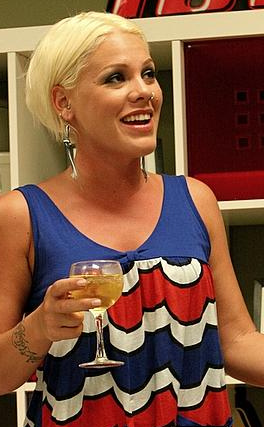
Pink nel 2006

Il quarto album di Pink I'm Not Dead è stato pubblicato nell'aprile 2006 ed ha segnato il ritorno della cantante alla casa discografica LaFace. L'album è stato pubblicato esattamente 6 anni dopo la pubblicazione del primo album di Pink, Can't Take Me Home. Il CD è causa di controversie per la canzone Dear Mr. President, che è un'esplicita lettera indirizzata all'allora Presidente degli Stati Uniti George W. Bush. Grazie al successo dei singoli Stupid Girls, U + Ur Hand e Dear Mr. President l'album raggiunge i 6 milioni e mezzo di copie vendute in tutto il mondo, diventando uno dei più grandi successi del 2006. Il primo singolo, Stupid Girls, è stato trasmesso dalle radio alla fine di gennaio ed ha subito successo entrando nella top 10 di molti paesi e riesce ad entrare nella top 20 (n. 13) della famosa classifica americana Billboard Hot 100 cosa che non accadeva dal 2002. In Italia raggiunge il settimo posto nelle classifiche di vendita. La canzone viene nominata ai Grammy Awards come Best Pop Vocal Performance, e il video, che vede la parodia di personaggi come Lindsay Lohan, Jessica Simpson, Mary-Kate Olsen e Paris Hilton, vince la categoria Best Pop Video agli MTV Video Music Awards. Il secondo singolo dell'album è Who Knew, una ballata pop/rock nel tipico stile di Pink. La canzone ottiene molto successo in Repubblica Ceca, dove arriva al numero uno nelle classifiche di vendita e in Portogallo dove raggiunge sempre il numero uno, ma nella classifica dell'airplay. Who Knew arriva alla numero 2 in Australia e Giappone, alla numero 5 in UK e alla numero otto nella Unite World Chart. In Italia non riesce ad entrare nella top 20, fermandosi alla posizione numero 25. Il terzo singolo è U + Ur Hand, il video è stato diretto da Dave Meyers insieme a quello di Stupid Girls e avrebbe dovuto essere il primo singolo al posto di quest'ultima. Il singolo raggiunge il numero uno in Repubblica Ceca, il numero 10 in UK e in Italia entra in top 20, alla ventesima posizione. Questo terzo singolo fa incrementare notevolmente le vendite dell'album, soprattutto in USA. Il quarto singolo, solo per alcuni paesi europei (tra cui l'Italia) e l'Australia, è Nobody Knows. Il video è girato a Londra. La canzone arriva al numero 2 in Portogallo, al n. 6 in Macedonia, ma in generale non ottiene altissime posizioni in classifica; in UK si ferma alla 27ª posizione. Dear Mr. President, la canzone più forte dell'album (una lettera aperta a George W. Bush, il presidente degli Stati Uniti) diventa il quinto singolo per Europa (non in Italia) e Australia.
Leave Me Alone (I'm Lonely) è il sesto singolo da I'm Not Dead. Il video è un montaggio con video presi dal DVD del I'm Not Dead Tour (pubblicato contemporaneamente al singolo), così da fare promozione sia all'album che al DVD. Il settimo ed ultimo singolo estratto da I' m Not Dead è 'Cuz I Can.

### 2008-2011:FunhouseeGreatest Hits... So Far!!!

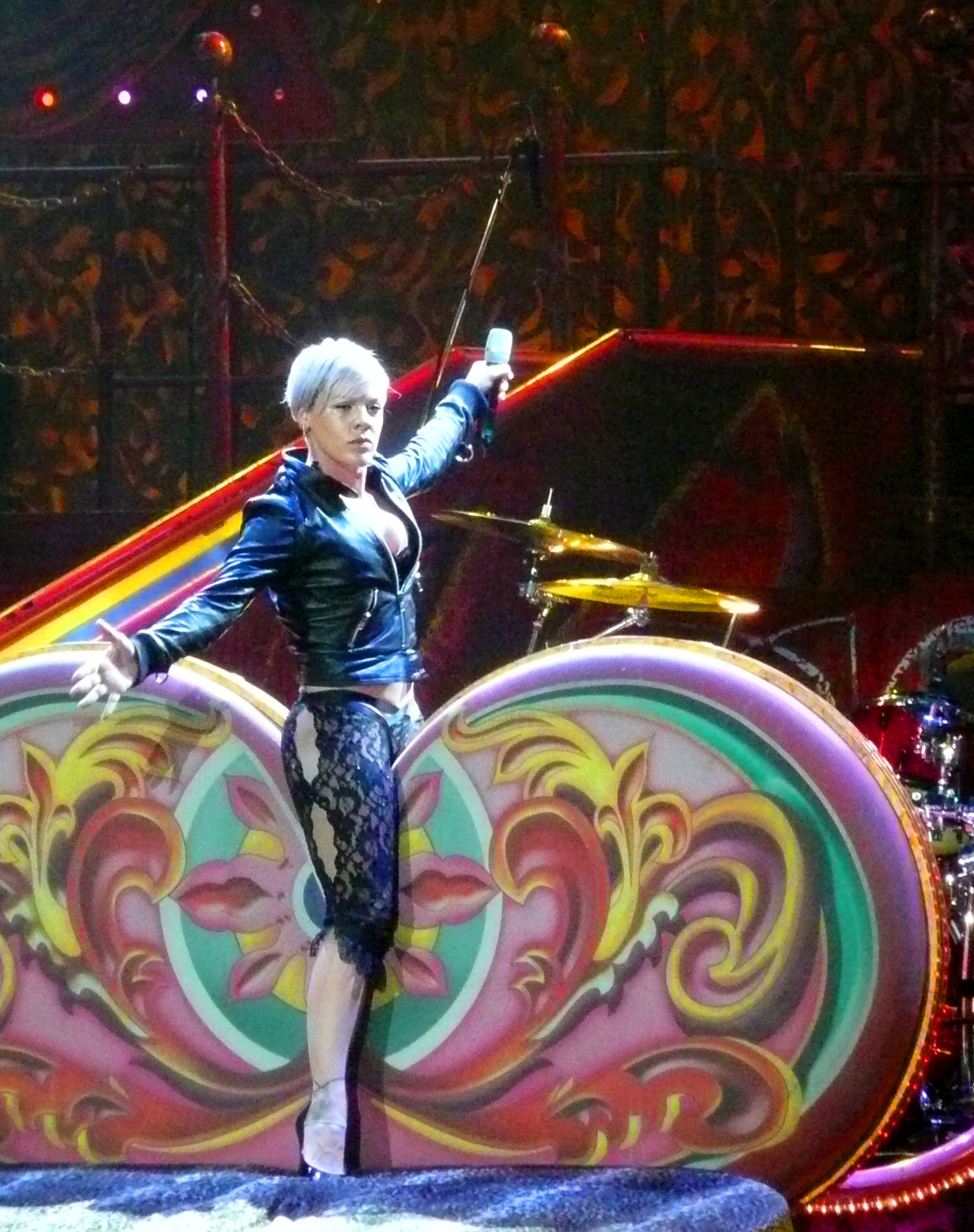
P!nk durante il Funhouse Tour nel 2009

Funhouse è stato pubblicato il 24 ottobre 2008. Il singolo apripista è So What che in poco tempo ha raggiunto i vertici delle classifiche, diventando anche la sua prima canzone a raggiungere la prima posizione nella classifica americana Billboard Hot 100 e il secondo a raggiungere la vetta di quella inglese. Il singolo è stato scritto dalla cantante dopo aver divorziato dal marito ed è una sorta di dichiarazione di felicità nonostante la separazione. Pink inoltre ha cantato live la canzone agli MTV Video Music Awards 2008 e agli MTV Europe Music Award 2008 vincendo anche il premio di Most Addictive Track. Il secondo singolo estratto è Sober, che ha riscosso un buon successo in tutto il mondo entrando in numerose top 10 e raggiungendo posizioni molto alte in diverse classifiche; Pink ha eseguito questa canzone agli MTV American Music Award e agli MTV Video Music Awards 2009 ed ha anche recitato in una versione hardcore del videoclip, dove la si vedeva compie atti sessuali espliciti e cantare di fronte ad attori pornografici mentre compievano azioni spinte. Contemporaneamente alla partenza del tour nel 2009 è uscito il terzo singolo Please Don't Leave Me che, riscuotendo un successo pari a quello di Sober, è stata ampiamente trasmessa dalle stazioni radiofoniche di tutto il mondo. Il quarto singolo pubblicato per il mercato australiano è Bad Influence che ha già raggiunto la vetta della classifica airplay e la numero 6 di quella dei singoli, la canzone è divenuta nota anche in Europa grazie al suo utilizzo in uno spot pubblicitario. Dopo i buoni risultati dell'omonimo singolo Funhouse, l'album ha raggiunto circa 6 milioni di copie vendute, questo ottimo risultato ha spinto la casa discografica a distribuire nel mercato mondiale I Don't Believe You, accolta discretamente. Nei negozi viene resa disponibile Funhouse Tour Edition, riedizione dell'album contenente il DVD del concerto. In occasione dei Grammy Awards 2010, dove ha ricevuto due nomination come Best Female Pop Vocal Performance e Best Pop Vocal Album, la cantante si è esibita in Glitter in the Air, canzone che è stata poi pubblicata negli Stati Uniti dove ha raggiunto ragguardevoli posizioni in classifica, divenendo il singolo di maggior successo tra quelli diffusi attraverso i Grammy Awards 2010.
Nel 2010 Pink annuncia un nuovo album, Greatest Hits... So Far!!!, la prima raccolta di successi nella decennale carriera di Pink, in cui sono stati pubblicati tre brani inediti. Il singolo di lancio è Raise Your Glass, che ha raggiunto la numero 1 della Billboard Hot 100; il 20 novembre 2010 ha partecipato agli American Music Award esibendosi in una performance di Raise Your Glass. Il secondo singolo estratto dal greatest hits è Fuckin' Perfect: il cui videoclip del brano ha sollevato numerose polemiche a causa della crudezza delle immagini.

### 2012-2013:The Truth About Love

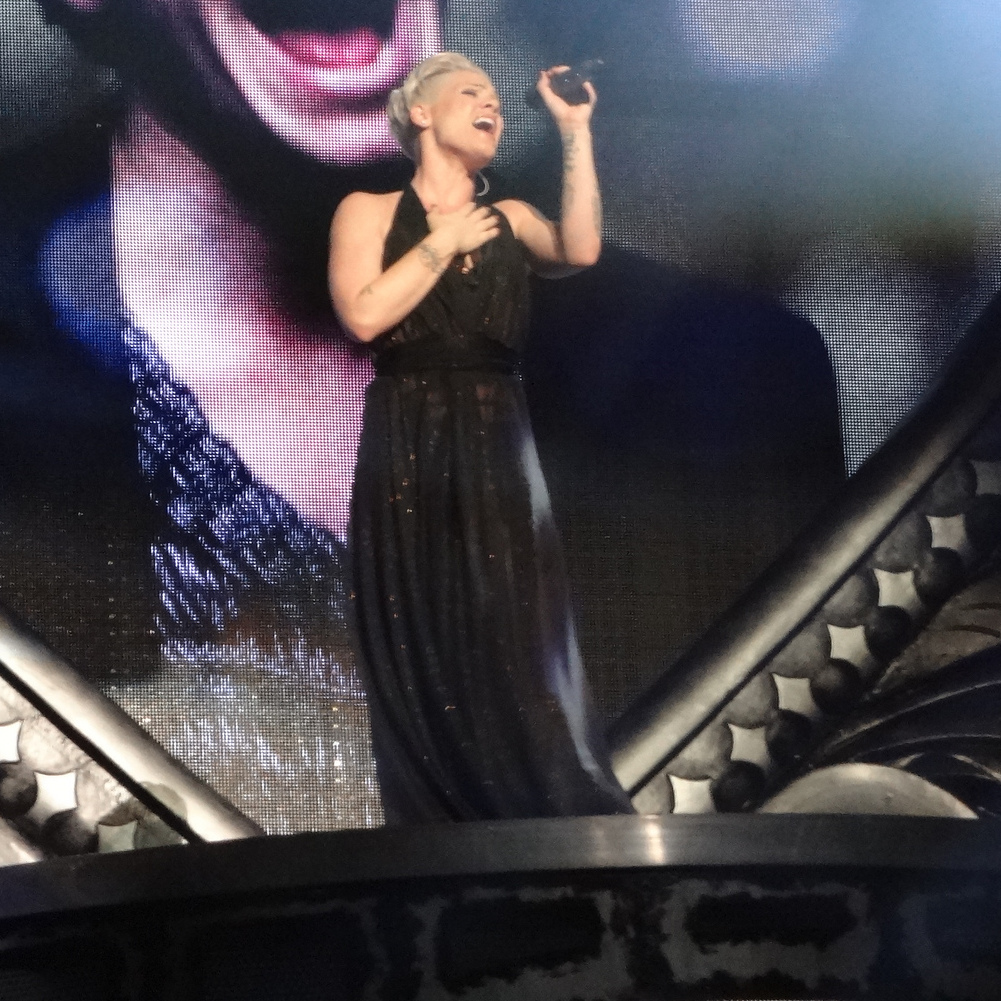
Pink durante il The Truth About Love Tour nel 2013

Il 19 giugno 2012, Pink ha annunciato tramite un video su Twitter il nome del primo singolo Blow Me (One Last Kiss), che è stato prodotto da Greg Kurstin.
Il brano è uscito in anteprima sul suo sito il 2 luglio 2012 ed è stato pubblicato su iTunes il giorno dopo. Il 4 luglio 2012 Pink ha annunciato anche il nome del corrispondente album The Truth About Love ed è stato pubblicato il 18 settembre. Il 16 luglio 2012 tramite il suo sito ufficiale la cantante rivela la copertina del nuovo album. Il secondo singolo ad essere pubblicato è Try, che è uscito il 6 settembre 2012.
All'inizio del 2013 Pink annuncia la pubblicazione del singolo Just Give Me a Reason, in collaborazione con Nate Ruess, frontman dei Fun. Il video del singolo è stato pubblicato il 5 febbraio 2013 e nello stesso anno riceve tre nomination agli MTV Video Music Awards nelle categorie Best Female Video, Best Editing, e Best Collaboration, vincendo quest'ultima. Ai Grammy Awards, programmati per il 10 febbraio 2014, si esibisce in una performance acrobatica sul brano Try e Just Give me a Reason insieme a Nate Ruess, e riceve due nomination per la seconda canzone nelle categorie Record of the Year e Best duo/group performance. In tutto il mondo vende più di 9,9 milioni di copie. La cantante annuncia inoltre il suo sesto tour tra America ed Europa, il The Truth About Love Tour, che diventerà il terzo tour per profitto del 2013 con $147,9 milioni. Nel mese di giugno dello stesso anno, pubblica il suo quarto singolo True Love, insieme alla cantante inglese Lily Allen. Successivamente vengono estratti i singoli Walk of Shame e Are We All We Are; quest'ultimo anticipa l'uscita del DVD The Truth About Love Tour: Live From Melbourne.
Nell'album Closer to the Truth (2013) della cantante-attrice Cher sono presenti due brani scritti da Pink.

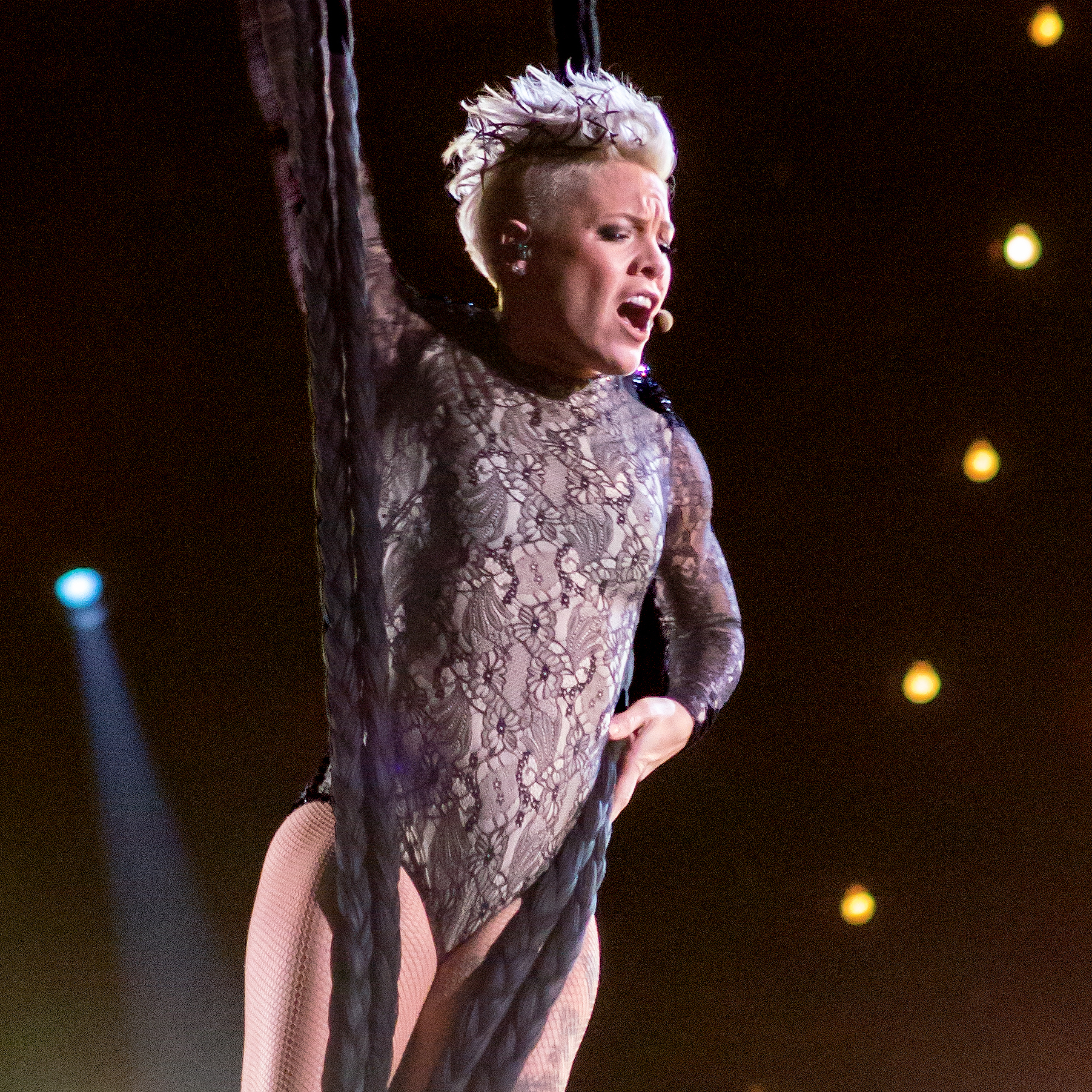
Pink si esibisce ai Grammy Awards 2014

Nel 2014 ha pubblicato un album collaborativo intitolato Rose ave. con il connazionale Dallas Green in un duo chiamato You+Me. Nell'agosto del 2015 registra la colonna sonora della tredicesima edizione dell'The Ellen DeGeneres Show intitolata Today's the Day.

### 2016-2018:Beautiful Trauma

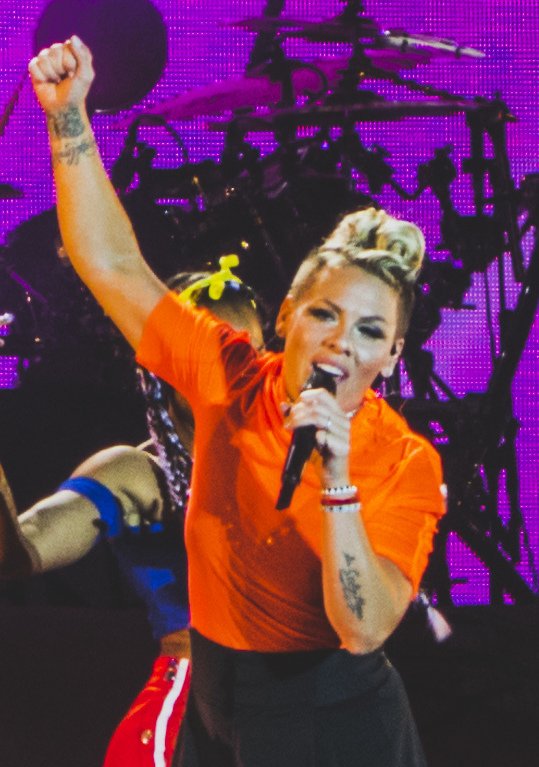
Pink al V Festival 2017

Nel febbraio 2016 collabora con la Walt Disney Animation Studios per la realizzazione della colonna sonora del film Alice attraverso lo specchio. Il brano estratto, dal titolo di Just like Fire, arriva alla decima posizione della Billboard Hot 100 statunitense e al vertice delle classifiche australiane e riceve una candidatura ai Grammy Awards 2017 come miglior canzone scritta per un film, televisione o altri media audio-visivi. La cantante scrive inoltre il brano Recovering per il nuovo album in inglese della cantante Céline Dion e partecipa vocalmente al brano Setting the World on Fire con il cantante country Kenny Chesney. La canzone debutta alla prima posizione delle classifiche country di Canada e USA, e fa ottenere il quinto Billboard Music Award alla cantante.
Nel 2017, dopo aver contribuito vocalmente a Waterfall, singolo di Stargate cantato in collaborazione con Sia, pubblica il singolo What About Us, volto ad anticipare il settimo album di inediti Beautiful Trauma. Nell'edizione degli MTV Video Music Awards 2017 la cantante riceve il Michael Jackson Video Vanguard Award esibendosi inoltre nei suoi successi passati, tra cui Get the Party Started, Raise Your Glass, So What e il nuovo singolo pubblicato. A novembre dello stesso anno pubblica il singolo Beautiful Trauma, secondo estratto del suo settimo album.
Il 4 giugno 2018 è uscito il terzo singolo Whatever You Want. L'album riceve una nomination nella categoria Best Pop Vocal Album ai Grammy Award del 2019. Collabora inoltre per il nono album del rapper Eminem nel brano Need Me.
Nel 2018, dopo aver cantato l'Inno degli Stati Uniti al Super Bowl, annuncia il Beautiful Trauma World Tour, che vedrà in un primo momento concerti tra Nord America e Oceania e successivamente in Europa. Ad aprile del 2018 partecipa con una collaborazione all'album Revamp & Restoration di Elton John con il brano Bennie and the Jets mentre ad ottobre realizza una propria versione della canzone A Million Dreams per la rivisitazione dell'album The Greatest Showman - Original Motion Picture Soundtrack, per il quale vengono chiamati anche altri artisti, tra cui Kelly Clarkson, Kesha, Missy Elliott e Jess Glynne.

### 2019-presente:Hurts 2B Human,All I Know So FareTrustfall
Nel febbraio 2019, durante un’intervista all'Ellen Degeneres Show, annuncia un nuovo singolo, Walk Me Home, e un nuovo album, Hurts 2B Human, in uscita ad aprile. Nello stesso mese riceve la sua stella sulla Hollywood Walk of Fame. L'album viene pubblicato il 26 aprile 2019 e per la sua promozione vengono estratti 4 singoli, tra cui il duetto con Khalid Hurts 2B Human. In seguito alla pubblicazione del disco, la scaletta del Beautiful Trauma World Tour è stata modificata così da inserire le canzoni inserite nel nuovo album.
Il 16 settembre 2020 l'artista collabora con il cantante country Keith Urban nel brano One Too Many. Nel febbraio 2021 pubblica il singolo Cover Me in Sunshine, in collaborazione con sua figlia Willow Sage Hart. Segue una collaborazione con il cantante Rag'n'Bone Man nel singolo Anywhere Away from Here. Il 7 maggio 2021 pubblica il singolo All I Know So Far, che anticipa un omonimo film documentario e un omonimo album live, entrambi basati sul Beautiful Trauma World Tour e usciti il 21 maggio 2021.
Il 14 luglio 2022 viene pubblicato il singolo inedito Irrelevant. Ad ottobre 2022 annuncia il Summer Carnival Tour 2023, che vedrà la cantante esibirsi negli stadi di Europa e Regno Unito a distanza di 4 anni dal precedente Beautiful Trauma World Tour. Il 4 novembre 2022 esce il singolo Never Gonna Not Dance Again. Il 18 novembre 2022 annuncia il nuovo album Trustfall in uscita il 17 febbraio, che include il brano Never Gonna Not Dance Again. Il 28 gennaio 2023 esce il secondo omonimo singolo di Trustfall.

## Vita privata
Il 7 gennaio 2006 ha sposato il motociclista professionista di cross Carey Hart in una cerimonia sulle spiagge della Costa Rica; i due si sono separati il 20 febbraio 2008, ma sono tornati insieme nell'aprile dello stesso anno e il 2 giugno 2011 è nata la loro prima figlia, Willow Sage Hart, al Cedars-Sinai Medical Center di Los Angeles, California. Il 26 dicembre 2016 nasce il loro secondo figlio, Jameson Moon.
Pink difende attivamente i diritti degli animali ed ha collaborato più volte con la PETA.
Sostiene inoltre i diritti della comunità LGBT ed è favorevole al matrimonio fra persone dello stesso sesso. Dichiara: "Il giorno più bello sarà quello in cui non parleremo più dell'essere etero o gay. Non è un matrimonio gay, è un matrimonio. Non è una coppia gay, è una coppia."

## Discografia

### Da solista
- 2000 – Can't Take Me Home
- 2001 – Missundaztood
- 2003 – Try This
- 2006 – I'm Not Dead
- 2008 – Funhouse
- 2012 – The Truth About Love
- 2017 – Beautiful Trauma
- 2019 – Hurts 2B Human
- 2023 – Trustfall

### Con You+Me
- 2014 – Rose ave.

## Videografia
- 2004 – Pink: Live in Europe
- 2007 – Live from Wembley Arena, London, England
- 2009 – Funhouse Tour: Live in Australia
- 2013 – Pink: Live from Melbourne

## Tournée
- 2002 – Party Tour
- 2004 – Try This Tour
- 2006/07 – I'm Not Dead Tour
- 2009 – Funhouse Tour
- 2010 – Funhouse Summer Carnival Tour
- 2013/14 – The Truth About Love Tour
- 2018/19 – Beautiful Trauma World Tour
- 2023/24 – Summer Carnival e Trustfall Tour

## Filmografia

### Attrice
- Rollerball, regia di John McTiernan (2002)
- Charlie's Angels - Più che mai (Charlie's Angels: Full Throttle), regia di McG (2003)
- Catacombs - Il mondo dei morti (Catacombs), regia di Tomm Coker e David Elliot (2007)
- In viaggio con una rock star (Get Him to the Greek), regia di Nicholas Stoller (2010)
- Tentazioni (ir)resistibili (Thanks for Sharing), regia di Stuart Blumberg (2013)
- Janis (Janis: Litte Girl Blue), regia di Amy J. Berg (2015)
- Vite da popstar (Popstar: Never Stop Never Stopping), regia di Akiva Schaffer e Jorma Taccone (2016)
- Miss Americana, regia di Lana Wilson (2020)
- Pink: All I Know So Far, regia di Michael Gracey (2021)
- Reno 911! - Alla ricerca di QAnon (Reno 911! The Hunt for QAnon), regia di Robert Ben Garant – film TV (2021)

### Doppiatrice
- SpongeBob (SpongeBob SquarePants) – serie TV, episodio 6x23 (2009)
- Happy Feet 2 (Happy Feet Two), regia di George Miller (2011)

## Doppiatrici italiane
Nelle versioni in italiano delle opere in cui ha recitato, Pink è stata doppiata da:
- Emanuela D'Amico in Catacombs - Il mondo dei morti
- Vanina Marini in Tentazioni (ir)resistibili

Da doppiatrice, è stata sostituita da:
- Loretta Di Pisa in SpongeBob
- Nathalie in Happy Feet 2

## Riconoscimenti

### Billboard Music Awards
| Anno | Nomina                                          | Premio                                  | Risultato       |
| ---- | ----------------------------------------------- | --------------------------------------- | --------------- |
| 2000 | "There You Go"                                  | Best Pop New Artist                     | Vincitore/trice |
| 2002 | Missundaztood                                   | Album of the Year                       | Candidato/a     |
| 2002 | Pink                                            | Female Artist of the Year               | Candidato/a     |
| 2002 | Pink                                            | Top Billboard 200 Album Artist – Female | Vincitore/trice |
| 2002 | Pink                                            | Top Hot Top 40 Artist                   | Vincitore/trice |
| 2013 | Pink                                            | Woman of the Year                       | Vincitore/trice |
| 2014 | Pink                                            | Top Touring Artist                      | Candidato/a     |
| 2017 | "Setting the World on Fire" (ft. Kenny Chesney) | Top Country Song                        | Candidato/a     |
| 2017 | "Setting the World on Fire" (ft. Kenny Chesney) | Top Country Collaboration               | Vincitore/trice |
| 2018 | "Beautiful Trauma"                              | Top Selling Album                       | Candidato/a     |
| 2020 | Pink                                            | Top Touring Artist                      | Vincitore/trice |
| 2021 | Pink                                            | Icon Award                              | Vincitore/trice |

### Billboard Touring Awards
| Anno | Nomina | Premio                      | Risultato       |
| ---- | ------ | --------------------------- | --------------- |
| 2013 | Pink   | Top Draw                    | Candidato/a     |
| 2013 | Pink   | Top Boxscore                | Vincitore/trice |
| 2013 | Pink   | Eventful FANS' CHOICE AWARD | Candidato/a     |

### Billboard Video Music Awards
| Anno | Nomina           | Premio                      | Risultato       |
| ---- | ---------------- | --------------------------- | --------------- |
| 2001 | "Lady Marmalade" | Director of the Year        | Vincitore/trice |
| 2001 | "Lady Marmalade" | Best Dance Clip of the Year | Candidato/a     |

### Grammy Awards
| Anno | Nomina                                                                                     | Premio                             | Risultato       |
| ---- | ------------------------------------------------------------------------------------------ | ---------------------------------- | --------------- |
| 2002 | "Lady Marmalade" (with Christina Aguilera, Lil Kim and Mýa)                                | Best Pop Collaboration with Vocals | Vincitore/trice |
| 2003 | "Get the Party Started"                                                                    | Best Female Pop Vocal Performance  | Candidato/a     |
| 2003 | Missundaztood                                                                              | Best Pop Vocal Album               | Candidato/a     |
| 2004 | "Feel Good Time"                                                                           | Best Pop Collaboration with Vocals | Candidato/a     |
| 2004 | "Trouble"                                                                                  | Best Female Rock Vocal Performance | Vincitore/trice |
| 2007 | "Stupid Girls"                                                                             | Best Female Pop Vocal Performance  | Candidato/a     |
| 2009 | "So What"                                                                                  | Best Female Pop Vocal Performance  | Candidato/a     |
| 2010 | "Sober"                                                                                    | Best Female Pop Vocal Performance  | Candidato/a     |
| 2010 | Funhouse                                                                                   | Best Pop Vocal Album               | Candidato/a     |
| 2011 | "Imagine" (with Herbie Hancock, India.Arie, Seal, Konono Nº1, Jeff Beck and Oumou Sangaré) | Best Pop Collaboration with Vocals | Vincitore/trice |
| 2011 | Recovery (as featured artist)                                                              | Album of the Year                  | Candidato/a     |
| 2012 | "Fuckin' Perfect"                                                                          | Best Pop Solo Performance          | Candidato/a     |
| 2013 | The Truth About Love                                                                       | Best Pop Vocal Album               | Candidato/a     |
| 2014 | "Just Give Me a Reason" (featuring Nate Ruess)                                             | Song of the Year                   | Candidato/a     |
| 2014 | "Just Give Me a Reason" (featuring Nate Ruess)                                             | Best Pop Duo/Group Performance     | Candidato/a     |
| 2015 | The Truth About Love Tour: Live from Melbourne                                             | Best Music Film                    | Candidato/a     |
| 2017 | "Just like Fire"                                                                           | Best Song Written for Visual Media | Candidato/a     |
| 2017 | Setting the World on Fire (with Kenny Chesney)                                             | Best Country Duo/Group Performance | Candidato/a     |
| 2018 | What About Us                                                                              | Best Pop Solo Performance          | Candidato/a     |
| 2019 | Beautiful Trauma                                                                           | Best Pop Vocal Album               | Candidato/a     |
| 2022 | All I Know So Far                                                                          | Best Song Written For Visual Media | Candidato/a     |

### MTV European Music Awards
| Anno | Nomina                  | Premio                       | Risultato       |
| ---- | ----------------------- | ---------------------------- | --------------- |
| 2001 | "Lady Marmalade"        | Best Song                    | Candidato/a     |
| 2002 | "Get the Party Started" | Best Song                    | Vincitore/trice |
| 2002 | Pink                    | Best Pop                     | Candidato/a     |
| 2002 | Pink                    | Best Female                  | Candidato/a     |
| 2002 | Missundaztood           | Best Album                   | Candidato/a     |
| 2003 | Pink                    | Best Female                  | Candidato/a     |
| 2003 | Pink                    | Best Pop                     | Candidato/a     |
| 2006 | "Stupid Girls"          | Best Video                   | Candidato/a     |
| 2008 | "So What"               |                              |                 |
| 2008 | "So What"               | Most Addictive Track         | Vincitore/trice |
| 2012 | Pink                    | Best Female                  | Candidato/a     |
| 2012 | Pink                    | Worldwide Act North American | Candidato/a     |
| 2013 | Pink                    | Best Live                    | Candidato/a     |
| 2018 | Pink                    | Best Live                    | Candidato/a     |
| 2019 | Pink                    | Best Live                    | Candidato/a     |

### MTV Video Music Awards
| Anno | Nomina                                         | Premio                               | Risultato       |
| ---- | ---------------------------------------------- | ------------------------------------ | --------------- |
| 2000 | "There You Go"                                 | Best New Artist                      | Candidato/a     |
| 2001 | "Lady Marmalade"                               | Video of the Year                    | Vincitore/trice |
| 2001 | "Lady Marmalade"                               | Best Pop Video                       | Candidato/a     |
| 2001 | "Lady Marmalade"                               | Best Video from a Film               | Vincitore/trice |
| 2001 | "Lady Marmalade"                               | Best Dance Video                     | Candidato/a     |
| 2002 | "Get The Party Started"                        | Best Dance Video                     | Vincitore/trice |
| 2002 | "Get The Party Started"                        | Best Female Video                    | Vincitore/trice |
| 2002 | "Get The Party Started"                        | Best Pop Video                       | Candidato/a     |
| 2006 | "Stupid Girls"                                 | Best Pop Video                       | Vincitore/trice |
| 2009 | "So What"                                      | Best Female Video                    | Candidato/a     |
| 2011 | "Fuckin' Perfect"                              | Best Video with a Message            | Candidato/a     |
| 2013 | "Just Give Me a Reason" (featuring Nate Ruess) | Best Female Video                    | Candidato/a     |
| 2013 | "Just Give Me a Reason" (featuring Nate Ruess) | Best Collaboration                   | Vincitore/trice |
| 2013 | "Just Give Me a Reason" (featuring Nate Ruess) | Best Editing                         | Candidato/a     |
| 2017 | Pink                                           | Michael Jackson Video Vanguard Award | Vincitore/trice |
| 2018 | What About Us                                  | Best Pop                             | Candidato/a     |
| 2021 | All I Know So Far                              | Best Visual Effects                  | Candidato/a     |
| 2023 | Trustfall                                      | Best Pop                             | Candidato/a     |

### MTV Australia Video Music Awards
| Anno | Nomina            | Premio                    | Risultato       |
| ---- | ----------------- | ------------------------- | --------------- |
| 2007 | "U + Ur Hand"     | Best Pop Video            | Candidato/a     |
| 2007 | I'm Not Dead      | Album of the Year         | Candidato/a     |
| 2007 | Pink              | Female Artist of the Year | Vincitore/trice |
| 2007 | "Who Knew"        | Download of the Year      | Vincitore/trice |
| 2008 | I'm Not Dead Tour | MTV Live Performer Award  | Vincitore/trice |
| 2009 | "So What"         | Best Video                | Vincitore/trice |

### MTV Video Music Awards Japan
| Anno | Nomina           | Premio                 | Risultato       |
| ---- | ---------------- | ---------------------- | --------------- |
| 2002 | "Lady Marmalade" | Best Video from a Film | Vincitore/trice |
| 2002 | Pink             | Best Female Artist     | Vincitore/trice |
| 2002 | Pink             | Best Pop Artist        | Candidato/a     |
| 2004 | "Feel Good Time" | Best Video from a Film | Vincitore/trice |

### World Music Awards
| Anno | Nomina                    | Premio                                        | Risultato       |
| ---- | ------------------------- | --------------------------------------------- | --------------- |
| 2003 | Pink                      | World Best Selling American Pop Female Artist | Vincitore/trice |
| 2006 | Pink                      | World's Best Selling Pop/Rock Artist          | Candidato/a     |
| 2007 | Pink                      | World's Best Selling Pop/Rock Artist          | Vincitore/trice |
| 2014 | "Blow Me (One Last Kiss)" | World's Best Song                             | Candidato/a     |
| 2014 | Pink                      | World's Best Female Artist                    | Candidato/a     |
| 2014 | Pink                      | World's Best Live Act                         | Candidato/a     |
| 2014 | Pink                      | World's Best Entertainer of the Year          | Candidato/a     |

### Teen Choice Awards
| Anno | Nomina                                         | Premio                           | Risultato       |
| ---- | ---------------------------------------------- | -------------------------------- | --------------- |
| 2001 | "Lady Marmalade"                               | Song of the Summer               | Vincitore/trice |
| 2001 | Pink                                           | Choice Female Artist             | Candidato/a     |
| 2003 | Pink                                           | Choice Female Artist             | Candidato/a     |
| 2007 | "U + Ur Hand"                                  | Payback Track                    | Candidato/a     |
| 2013 | Pink                                           | Female Artist                    | Candidato/a     |
| 2013 | Pink                                           | Summer Music Star: Female        | Candidato/a     |
| 2013 | "Just Give Me a Reason" (featuring Nate Ruess) | Choice Love song                 | Candidato/a     |
| 2016 | Pink                                           | Choice Summer Music Star: Female | Candidato/a     |
| 2016 | "Just like Fire"                               | Song from a Movie of TV Show     | Candidato/a     |